# Gaëtan Joseph Prosper César de Laville de Villa-Stellone
Pour les articles homonymes, voir Laville et Villastellone.
Gaëtan Joseph Prosper César, baron de Laville de Villa-Stellone, né le 31 août 1775 à Turin, mort le 21 octobre 1848 à Toulouse), est un général piémontais de la Révolution et de l’Empire.

## Biographie
Fils puîné du comte de La Ville de Villastellone, César de Laville entre comme volontaire dans les dragons du roi de Sardaigne au mois de mars 1791, et devient sous-lieutenant en 1792 et lieutenant en 1796.
Dans un combat livré sous les murs de Vérone (an VII), il fait mettre bas les armes à un bataillon autrichien aux prises avec un régiment français, et, pour cette action hardie est fait capitaine. Chef d'escadron au 1er régiment de hussards piémontais (an IX), il devient aide de camp du maréchal Bessières, et fait, à la Grande Armée, les campagnes d'Autriche en 1805, et de Prusse en 1806.
Il passe ensuite dans l'état-major du roi Louis qui l'emmène en Hollande et en fait son écuyer.
Après avoir combattu à Essling et à Wagram, il est nommé colonel 20 juillet 1809 et envoyé en 1811, en Espagne. L'année suivante, Laville fait la campagne de Russie et se signale aux batailles de Smolensk, de la Moskowa, de Malojaroslawetz, et au passage de la Bérésina. Promu le 5 décembre 1812, général de brigade, il est attaché au 1er, puis au 13e corps d'armée, en qualité de chef d'état-major, et reçoit, à l'attaque du pont de Hambourg, un coup de feu qui le met hors de service.
Naturalisé français par ordonnance royale du 14 mars 1815, le général de Laville est choisi par Davout, pour remplir les fonctions de secrétaire général du ministère de la Guerre. Mis en disponibilité après Waterloo, il est chargé en 1819, d'une inspection générale d'infanterie et retraité en 1826.
Le général Laville épouse en 1823 Antoinette-Louise Auguié (28 avril 1780 - rue du Temple, Paris † 3 avril 1833 - Saint-Leu-la-Forêt), nièce de Madame Campan, sœur d'Adèle de Broc (vers 1785-1813), dame pour accompagner la reine Hortense, et d'Aglaé Auguié (1782-1854), dame du palais de l'impératrice Joséphine (1804-1810) puis de l'impératrice Marie-Louise (1810-1814), maréchale Ney et veuve de M. Charles-Guillaume Gamot (1766-1820), préfet de la Lozère (1813-1814), puis de l'Yonne (1814-1815). Sans enfants de son mariage, la baron vécut depuis dans la retraite et meurt le 21 octobre 1848 à Toulouse,.

## État de service
- 1796 : Lieutenant ( Royaume de Sardaigne) ;
- 5 avril 1799 : Capitaine ;
- 24 novembre 1800 : Chef d'escadron ;
- 23 décembre 1806 : Colonel ( Royaume de Hollande) ;
- Écuyer de la reine de Hollande ;
- 5 mars 1809 : Chef d'escadron ( Empire français) ;
- 20 juillet 1809 : Colonel ;
- 5 décembre 1812 : Général de brigade ;
- 11 avril 1809 : Aide de camp du maréchal Bessières ;
- 30 décembre 1812 : Chef d'état-major du 13e corps de la Grande Armée ;
- 8 janvier 1813 : Chef d'état-major du 1er corps de la Grande Armée ;
- 31 mai 1813 : Commandant à Hambourg ;
- 1er septembre 1814 : Mis en non-activité ;
- 14 mars 1815 : Naturalisé français ;
- 23 mars 1815 - 3 juillet 1815 : Secrétaire général du ministère de la Guerre ;
- 1er août 1815 : en non-activité ;
- 16 juin 1819 : Inspecteur d'infanterie ;
- 1er janvier 1820 : Mis en disponibilité ;
- 17 décembre 1826 : Admis en retraite ;
- 22 mars 1831 : Mis en disponibilité ;
- 3 janvier 1833 : Placé dans la section de réserve ;
- 13 avril 1848 : Réadmis en retraite.

## Titres
- Donataire (revenus : 4 000 fr.) sur Rome (décret impérial) du 15 août 1809)[5] ;
- Baron de la Ville de Villa Stellone et de l'Empire (décret) du 15 août 1809, (lettres patentes) du 9 mars 1810, Paris)[5] ;

## Distinctions
| Officier de la Légion d'honneur | Ordre impérial de la Réunion | Chevalier de l'ordre royal et militaire de Saint-Louis |

- Légion d'honneur[3] :
  - Légionnaire 4 mai 1805), puis,
  - Officier de la Légion d'honneur (17 juin 1813) ;
- Chevalier de l'ordre de la Réunion ;
- Chevalier de Saint-Louis (13 février 1815).

## Armoiries
| Figure | Blasonnement |
|        | Armes des Laville de Villa-Stellone Selon Jean-Baptiste RietstapCoupé: au 1, d'azur, à un cygne d'argent; au 2, parti: a. d'or à la croix de gueules; b. de gueules à trois bandes d'or et au chef d'azur ch. de trois étoiles d'argent. Ou Écartelé: aux 1 et 4, d'azur, à un cygne nageant d'argent; au 2, d'or, à la croix de gueules; au 3, d'argent, à la croix de sable, cantonnée de quatre losanges du même. On trouve aussiBandé d'or et de gueules ; au chef d'azur chargé de trois étoiles d'or rangées en fasce. |
|        | Armes du baron de la Ville de Villa Stellone et de l'Empire Écartelé au premier de gueules à trois barres d'or, au chef d'azur chargé de trois étoiles d'argent, au deuxième des barons tirés de l'armée ; au troisième d'argent à la croix de sable cantonnée de quatre losanges du même, au quatrième d'azur au cigne nageant d'argent., - Livrées : les couleurs de l'écu |